# Mark Loram
Mark Loram (født 12. januar 1971 i Mtarfa, Malta) er en engelsk speedwaykører. Han blev individuel verdensmester i 2000, selv om han ikke vandt nogle Grand Prix runder det år, men han var den eneste der nåde i alle semifinalerne i alle 6 løb, som var nok til hans eneste VM-titel. Han var populær blandt publikum, fordi han var dårlig til at starte, men eminent til at overhale, og dermed skabe spændende heat.

## Individuelle præstationer
- Verdensmester: 2000
- National League Riders Champ: 1989
- Engelsk Mester: 1997, 1999, 2001

## Har kørt for flg. klubber

### Danmark
- Holstebro Speedway Klub: 1996

### England
- Hackney Kestrels: 1987-1988
- Ipswich Witches: 1989, 2006-
- King's Lynn Stars: 1990-1994
- Exeter Falcons: 1995-1996
- Bradford Dukes: 1997
- Wolverhampton Wolves: 1998
- Poole Pirates: 1999-2000
- Peterborough Panthers: 2001
- Eastbourne Eagles: 2002-2003
- Arena Essex Hammers: 2004-2005

### Polen
- Częstochowa: 1992, 1999-2000
- Apator Toruń: 1993-1997
- KM Ostrów Wielkopolski: 1998, 2007
- Polonia Bydgoszcz: 2001-2003
- RKM Rybnik: 2004
- Stal Gorzów: 2005
- Unia Leszno: 2006

### Sverige
- Bysarna: 1997-1998
- Smederna: 1999-2000
- Luxo Stars: 2001-2004
- Piraterna: 2005-2007